# Prawdziwy i Żywy Kościół Jezusa Chrystusa Świętych w Dniach Końca
Prawdziwy i Żywy Kościół Jezusa Chrystusa Świętych w Dniach Końca (ang. True and Living Church of Jesus Christ of Saints of the Last Days, skrót TLC) – odłam ruchu Świętych w Dniach Ostatnich nawołujący do powrócenia do mormońskich korzeni XIX wieku z wielożeństwem włącznie. Wraz z Fundamentalistycznym Kościołem Jezusa Chrystusa Świętych w Dniach Ostatnich zalicza się do nurtu fundamentalizmu Świętych w Dniach Ostatnich. Wierzą, że ich założyciel, prorok i prezydent – James D. Harmston (którego nazywają Jim) – jest następnym wcieleniem proroka Józefa Smitha – założyciela Kościoła Jezusa Chrystusa Świętych w Dniach Ostatnich. Wiara w reinkarnację proroków jest czymś nietypowym wśród mormonów i istnieje jedynie w tej grupie.